# Veljko Ilić
Veljko Ilić (cyryl. Вељко Илић, ur. 21 lipca 2003 w Belgradzie) – serbski piłkarz grający na pozycji bramkarza w klubie FK TSC Bačka Topola.

## Kariera juniorska
Ilić grał jako junior w FK Crvena zvezda (do 2021), FK TSC Bačka Topola (2021–2022) oraz na wypożyczeniach w FK 011 Belgrad (2019) i FK IMT (2021).

## Kariera seniorska

### FK TSC Bačka Topola
Ilić przeszedł do FK TSC Bačka Topola 1 lipca 2021. Zadebiutował dla nich 9 lipca 2022 w meczu z FK Čukarički (wyg. 1:4). Tydzień później w zremisowanym 0:0 starciu przeciwko Javorowi Ivanjica zachował swoje pierwsze czyste konto.

## Kariera reprezentacyjna

### Serbia U-21
Ilić zadebiutował w reprezentacji Serbii U-21 16 listopada 2022 w przegranym 0:4 spotkaniu przeciwko Rosji. Pierwsze czyste konto zachował 28 marca 2023 w meczu ze Stanami Zjednoczonymi.

### Serbia
Ilić został powołany do seniorskiej kadry Serbii na mecz towarzyski z Jordanią (16 czerwca, wyg. 3:2). Całe spotkanie spędził na ławce rezerwowych.

## Statystyki

### Klubowe
(aktualne na dzień 14 stycznia 2024)
| Klub                | Sezon              | Liga               | Liga  | Liga   | Puchar kraju | Puchar kraju | Europa | Europa | Suma  | Suma   |
| Klub                | Sezon              | Liga               | Mecze | Bramki | Mecze        | Bramki       | Mecze  | Bramki | Mecze | Bramki |
| ------------------- | ------------------ | ------------------ | ----- | ------ | ------------ | ------------ | ------ | ------ | ----- | ------ |
| FK TSC Bačka Topola | 2021/22            | Super liga Srbije  | 0     | 0      | 0            | 0            | –      | –      | 0     | 0      |
| FK TSC Bačka Topola | 2022/23            | Super liga Srbije  | 35    | 0      | 1            | 0            | –      | –      | 36    | 0      |
| FK TSC Bačka Topola | 2023/24            | Super liga Srbije  | 15    | 0      | 0            | 0            | 6      | 0      | 21    | 0      |
| FK TSC Bačka Topola | Ogólnie            | Ogólnie            | 50    | 0      | 1            | 0            | 6      | 0      | 57    | 0      |
| Ogólnie w karierze  | Ogólnie w karierze | Ogólnie w karierze | 50    | 0      | 1            | 0            | 6      | 0      | 57    | 0      |

### Reprezentacyjne
(aktualne na dzień 14 stycznia 2024)
| Reprezentacja      | Rok                | Mecze | Bramki |
| ------------------ | ------------------ | ----- | ------ |
| Serbia U-21        | 2022               | 2     | 0      |
| Serbia U-21        | 2023               | 6     | 0      |
| Ogólnie            | Ogólnie            | 8     | 0      |
| Ogólnie w karierze | Ogólnie w karierze | 8     | 0      |

| Mecze i gole w reprezentacji | Mecze i gole w reprezentacji | Mecze i gole w reprezentacji | Mecze i gole w reprezentacji | Mecze i gole w reprezentacji | Mecze i gole w reprezentacji | Mecze i gole w reprezentacji | Mecze i gole w reprezentacji              |
| Serbia U-21                  | Serbia U-21                  | Serbia U-21                  | Serbia U-21                  | Serbia U-21                  | Serbia U-21                  | Serbia U-21                  | Serbia U-21                               |
| Lp.                          | Data                         | Miejsce                      | Gospodarz                    | Gość                         | Wynik                        | Gol                          | Rozgrywki                                 |
| ---------------------------- | ---------------------------- | ---------------------------- | ---------------------------- | ---------------------------- | ---------------------------- | ---------------------------- | ----------------------------------------- |
| 1.                           | 16.11.2022                   | Nowy Sad                     | Serbia U-21                  | Rosja U-21                   | 0:4                          |                              | Mecz towarzyski                           |
| 2.                           | 22.11.2022                   | Larnaka                      | Macedonia Północna U-21      | Serbia U-21                  | 1:1                          |                              | Mecz towarzyski                           |
| 3.                           | 28.03.2023                   | San Pedro Alcántara          | Stany Zjednoczone U-20       | Serbia U-21                  | 0:0                          |                              | Mecz towarzyski                           |
| 4.                           | 12.09.2023                   | Stara Pazova                 | Serbia U-21                  | Azerbejdżan U-21             | 2:0                          |                              | Mistrzostwa Europy U-21 2025 – eliminacje |
| 5.                           | 12.10.2023                   | West Bridgford               | Anglia U-21                  | Serbia U-21                  | 9:1                          |                              | Mistrzostwa Europy U-21 2025 – eliminacje |
| 6.                           | 16.10.2023                   | Lurgan                       | Irlandia Północna U-21       | Serbia U-21                  | 1:2                          |                              | Mistrzostwa Europy U-21 2025 – eliminacje |
| 7.                           | 18.11.2023                   | Bačka Topola                 | Serbia U-21                  | Anglia U-21                  | 0:3                          |                              | Mistrzostwa Europy U-21 2025 – eliminacje |
| 8.                           | 21.11.2023                   | Stara Pazova                 | Serbia U-21                  | Luksemburg U-21              | 2:0                          |                              | Mistrzostwa Europy U-21 2025 – eliminacje |

## Sukcesy

### FK TSC Bačka Topola
- Super liga Srbije (1×): 2022/2023[6]